# Serafino Serrati
Serafino Serrati (Toscana, XVIII secolo – ...) è stato uno scienziato italiano.
Monaco della Badia fiorentina, fu un pioniere nell'applicazione della macchina a vapore ad un natante. Sperimentò intorno al 1795, sull'Arno una barca che sfruttava l'energia del vapore, anticipando le prime esperienze di Robert Fulton che porteranno alla costruzione nel 1807 della prima imbarcazione a vapore pienamente funzionante. Dell'esperienza non abbiamo alcuna documentazione né alcun disegno dell'imbarcazione.
L'impresa di Serrati non passò totalmente inosservata (se ne trova notizia su alcune pubblicazioni scientifiche inglesi dei decenni successivi) e non fu totalmente dimenticata, tanto che un altro scienziato italiano, Bartolomeo Bizio, precursore della microbiologia, volle intitolare al Serrati una sua importante scoperta: il batterio Serratia marcescens.
Nel 1787 pubblicò le Lettere di fisica sperimentale in cui si occupava, oltre che del battello a vapore, di molti aspetti delle scienze applicative allora di moda come “macchine pneumatiche” ed “elettrofori” ma soprattutto di palloni volanti dirigibili (ipotesi di “globo aereo” pieno di gas ricavato dall'alcool) che superassero i limiti delle mongolfiere e che fanno di Serrati un pioniere anche nel campo del volo aereo.